# Colney Heath F.C.
Colney Heath F.C. là một câu lạc bộ bóng đá Anh tọa lạc ở Colney Heath, gần St Albans, Hertfordshire. Họ là thành viên của Spartan South Midlands League Premier Division.

## Lịch sử
CLB được thành lập năm 1907 và thi đấu ở Hatfield District League. Sau Thế chiến thứ I, CLB gia nhập Mid-Herts Football League. Năm 1953, CLB tham gia Division Two của Hertfordshire Senior County League và vô địch ngay lần đầu tiên. Sau đó hai mùa giải, CLB tiếp tục vô địch Division 1A khi giải đấu đang ở giai đoạn chuyển tiếp và trở thành nhà vô địch chung của giải đấu. Sau tiếp ba mùa giải, CLB vô địch Premier Division ở mùa giải 1958–59.
CLB trải qua 41 mùa giải tiếp theo ở Hertfordshire Senior County League, chơi ở tất cả các hạng đấu của giải đấu trong khoảng thời gian này. Trong mùa giải cuối cùng ở Herts County League, CLB giành chức vô địch và giành quyền thăng hạng Spartan South Midlands League Senior Division, sau đó được đổi tên thành Division One năm 2001. CLB tiếp tục thăng hạng Premier Division nhờ vô địch Division One cuối mùa giải 2005–06.

## Sân vận động
Colney Heath chơi trên sân nhà The Recreation Ground, High Street, Colney Heath, St Albans, Hertfordshire, AL4 0NP

## Các danh hiệu

### Danh hiệu Giải đấu
- Spartan South Midlands League Division One:[3]
  - Vô địch (1): 2005–06
- Hertfordshire Senior County League Premier Division:[3]
  - Vô địch (3): 1955–56, 1958–59, 1999–00
- Hertfordshire Senior County League Division One:[3]
  - Vô địch (1): 1988–89
- Hertfordshire Senior County League Division Two:[3]
  - Vô địch (1): 1953–54
- Hertfordshire Senior County League Division Three:[3]
  - Á quân (1): 1979–80

### Danh hiệu Cup
- Hertfordshire Senior Centenary Trophy:[4]
  - Vô địch (2): 1995–96, 1996–97
  - Á quân (1): 2002–03

## Các kỉ lục
- Vị trí cao nhất cấp độ giải đấu:[3] thứ 5 ở Spartan South Midlands League Premier Division 2009–10, 2010–11
- Thành tích tốt nhất ở FA Cup:[3] vòng loại thứ 1 2010–11, 2012–13
- Thành tích tốt nhất ở FA Vase:[3] vòng 2 2001–02

## Các cựu HLV
1. Các cầu thủ/HLV thi đấu/dẫn dắt ở Football League hoặc cấp độ tương đương ở nước ngoài.
2. Các cầu thủ/HLV thi đấu trong đội tuyển quốc gia.

- Pat Morrissey